# Felix Groß
Pour les articles homonymes, voir Groß.
Felix Groß, également orthographié Felix Gross (né le 4 septembre 1998 à Feuchtwangen) est un coureur cycliste allemand. Il participe à des compétitions sur route et sur piste.

## Biographie
Durant son adolescence, Felix Groß fréquente le Lycée national des sports de Leipzig. En 2014, chez les cadets (moins de 17 ans), il est champion d'Allemagne d'omnium et vice-champion d'Allemagne de poursuite individuelle et de poursuite par équipes. En 2016, chez les juniors (moins de 19 ans), il remporte les titres de champion d'Allemagne sur route et de poursuite individuelle.
En 2017, il signe un contrat avec l'équipe Rad-net Rose, gérée par la Fédération allemande de cyclisme. Il participe aux championnats d'Europe élites à Berlin et termine quatrième de la poursuite par équipes avec Theo Reinhardt, Nils Schomber et Domenic Weinstein. En 2018 et 2019, il est champion d'Europe de poursuite espoirs (moins de 23 ans).
En février 2020, il fait partie de l'équipe allemande qui bat le record national de poursuite par équipes en réalisant à Berlin 3 minutes 50,304 secondes. Le quatuor allemand s'est qualifié pour les Jeux olympiques de Tokyo. En poursuite individuelle, Groß a également amélioré le précédent record allemand avec un temps de 4 minutes 8,928 secondes. Toujours en 2020, il remporte deux étapes du Tour de Mazovia et termine quatrième au général avec l'équipe allemande espoirs. Il s’adjuge à cette occasion ses premières victoires sur des courses inscrites au calendrier de l’Union Cycliste Internationale. Quelques jours plus tard, il gagne la course Puchar Ministra Obrony Narodowej. En octobre de la même année, il devient pour la troisième fois consécutive champion d'Europe de poursuite espoirs. Lors de ces championnats, il est également sacré sur le kilomètre. Lors de la première édition de la Coupe des Nations sur piste à Hong Kong en mai 2021, il remporte le kilomètre, ainsi que la poursuite par équipes avec Theo Reinhardt, Marco Mathis, Leon Rohde et Domenic Weinstein. Il est sélectionné pour participer aux Jeux olympiques de Tokyo, où il ermine sixième avec l'équipe allemande de la poursuite par équipes. 
En août 2021, après les Jeux olympiques de Tokyo, il devient stagiaire au sein de l'équipe World Tour UAE Team Emirates, puis signe un contrat de trois ans à partir de la saison 2022. En avril 2022, il participe pour la première fois à Paris-Roubaix, mais il abandonne après une chute pendant la course. Blessé à l'épaule, il doit subir une intervention chirurgicale et manquer les compétitions pendant plusieurs mois. Sa saison 2023 est également décevante en partie à cause de différentes chutes et blessures. En 2024, il fait son retour au sein de l'équipe Rad-net Rose, gérée par la Fédération allemande de cyclisme.  Il se concentre donc à nouveau sur la piste, dans le but d'être l'un des membres du quatuor allemand aux Jeux olympiques de Paris, comme à Tokyo.

## Palmarès sur route

### Par année
- 2016
  -  Champion d'Allemagne sur route juniors
  - 3e du championnat d'Allemagne du contre-la-montre juniors
  - 9e du championnat d'Europe du contre-la-montre juniors
- 2018
  -  Champion du monde sur route militaires[4]
  -  Médaillé de bronze du championnat du monde par équipes militaires[4]
  - 3e du championnat d'Allemagne du contre-la-montre par équipes
- 2019
  - 2e étape du Tour de l'Oder
  - 3e du championnat d'Allemagne du contre-la-montre par équipes
- 2020
  - 2e et 4e étapes du Dookoła Mazowsza
  - Puchar Ministra Obrony Narodowej
- 2021
  - 2e du Kirschblütenrennen

### Classements mondiaux
| Année                                 | 2018  | 2019 | 2020 | 2021 | 2022  |
| ------------------------------------- | ----- | ---- | ---- | ---- | ----- |
| Classement mondial                    | 1982e | nc   | 496e | nc   | 1182e |
| UCI Europe Tour                       | 1321e | nc   | 407e | nc   | 825e  |
|                                       |       |      |      |      |       |
| Légende : nc = non classéSource : UCI |       |      |      |      |       |

## Palmarès sur piste

### Jeux olympiques
- Tokyo 2020
  - 6e de la poursuite par équipes

### Championnats du monde
| Édition / Épreuve | Poursuite individuelle | Poursuite par équipes |
| Apeldoorn 2018    | 5e                     | 4e                    |
| Pruszków 2019     | 11e                    | 5e                    |
| Ballerup 2024     |                        | Bronze                |

### Coupe du monde
- 2017-2018
  - 2e de la poursuite par équipes à Pruszków
- 2019-2020
  - 1er de la poursuite par équipes à Hong Kong (avec Theo Reinhardt, Leon Rohde et Domenic Weinstein)

### Coupe des nations
- 2021
  - 1er du kilomètre à Hong Kong
  - 1er de la poursuite par équipes à Hong Kong (avec Theo Reinhardt, Marco Mathis, Leon Rohde et Domenic Weinstein)

### Championnats d'Europe
| Édition / Épreuve                 | Kilomètre | Poursuite individuelle | Poursuite par équipes |
| Aigle 2018 (espoirs)              |           | Or                     |                       |
| Gand 2019 (espoirs)               |           | Or                     |                       |
| Apeldoorn 2019                    |           | Bronze                 |                       |
| Fiorenzuola d'Arda 2020 (espoirs) | Or        | Or                     | Bronze                |

### Championnats nationaux
- 2016
  -  Champion d'Allemagne de poursuite juniors
  - 2e du championnat d'Allemagne de vitesse par équipes juniors
- 2017
  - 2e du championnat d'Allemagne de poursuite par équipes
- 2018
  -  Champion d'Allemagne de poursuite par équipes (avec Jasper Frahm, Leif Lampater et Lucas Liss)
  - 2e du championnat d'Allemagne de poursuite individuelle
- 2019
  -  Champion d'Allemagne de poursuite individuelle
  -  Champion d'Allemagne de poursuite par équipes (avec Theo Reinhardt, Leon Rohde et Nils Schomber)
  - 2e du championnat d'Allemagne du kilomètre
- 2024
  -  Champion d'Allemagne de poursuite individuelle
  -  Champion d'Allemagne de poursuite par équipes (avec Tobias Müller, Roger Kluge, Benjamin Boos et Moritz Binder)
  - 2e du championnat d'Allemagne du kilomètre
- 2025
  -  Champion d'Allemagne de poursuite individuelle